# Neue Religionen in Japan

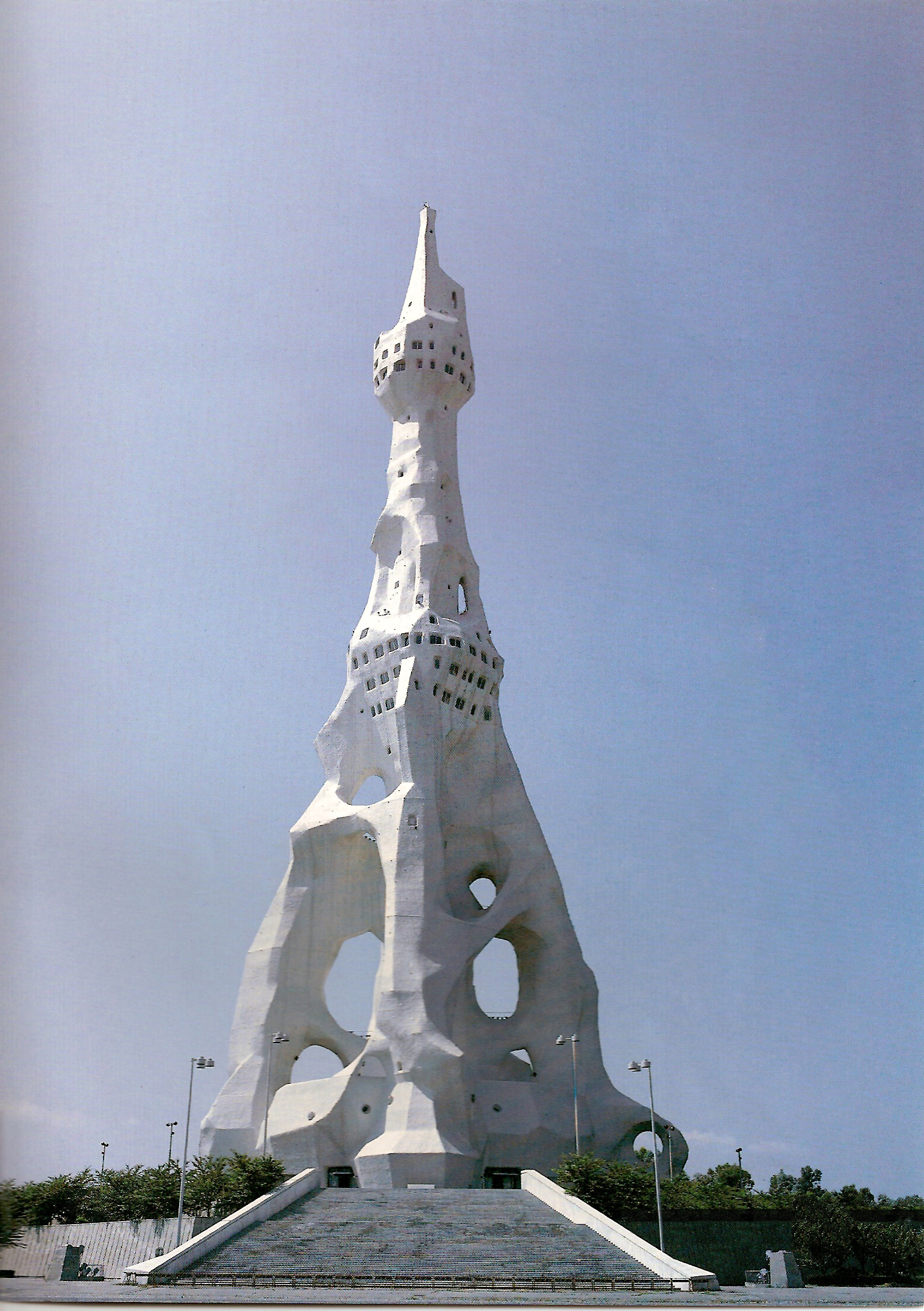
Turm des Friedens, errichtet von Perfect Liberty Kyōdan (Foto: 2008)

Neue Religionen in Japan oder Shinshūkyō (japanisch 新宗教) sind neue religiöse Bewegungen in Japan, dort auch als Shinkō shūkyō (新興宗教) bekannt, ein Wort, das weniger als wissenschaftlicher Fachausdruck gebraucht wird, sondern „vielmehr als ein Wort, das eine bestimmte gesellschaftliche Bewertung zum Ausdruck bringt (und meistens ein Gefühl der Verachtung einschließt)“.
Japanische Religionswissenschaftler klassifizieren alle seit Mitte des 19. Jahrhunderts gegründeten religiösen Organisationen in Japan als Shinshūkyō, auch, wenn sie einer der traditionellen Schulen des Buddhismus organisatorisch zugeordnet sind (vergleiche Religion in Japan). So umfasst die Bezeichnung eine große Vielfalt und Zahl von Organisationen. Die meisten von ihnen entstanden Mitte des 20. Jahrhunderts und sind von älteren traditionellen Religionen, vor allem Shintō und Buddhismus, aber auch Hinduismus und Christentum beeinflusst. Einige sind synkretistisch, andere weisen fundamentalistische Züge auf, und viele beanspruchen für sich, dass sie nicht durch andere Religionen beeinflusst seien.
Kritiker verwenden die Bezeichnung Shinshūkyō im negativen Sinne (Sekten) und warnen, sich ihnen anzuschließen, da sie Bedenken gegen ihren Glauben, ihre Methoden und Ziele sowie deren Missionierungsmethoden haben. Ein für diese Ansicht oft angeführtes Beispiel ist die Ōmu Shinrikyō, die international für ihren Giftgasanschlag auf die Tokioter U-Bahn 1995 bekannt wurde.
Bei der häufig von Vertretern der traditionellen, monastisch orientierten buddhistischen Schulen vorgetragenen Kritik ist jedoch zu berücksichtigen, dass sie auch durch die massive Abwanderung ihrer Laienanhänger motiviert sein könnte. Aktuelle religionswissenschaftliche Studien bemühen sich zunehmend darum, Bewertungen des Glaubens und der Ausübung religiöser Gemeinschaften zu vermeiden. Während dieser Ansatz in wissenschaftlichen Veröffentlichungen über etablierte Religionen als Norm gilt, wird er auf neue religiöse Organisationen bisher noch nicht konsequent angewendet.

## Shinshūkyō vor dem Zweiten Weltkrieg
In den 1860er-Jahren war Japan von großen sozialen Umwälzungen und rascher Verwestlichung gekennzeichnet. Soziale Konflikte kamen auf und mit ihnen einige neue religiöse Bewegungen, unter ihnen Tenrikyō, Kurozumikyō und Ōmoto. Manchmal werden diese drei Nihon Sandai Shinkōshūkyō (wörtlich „Japans drei große Shinshūkyō“) genannt und sind stark von Shintō und Schamanismus beeinflusst.
Der Meiji-tennō erhob den Shintō zum Staatskult (s. Staats-Shintō). Im Verlauf dieser politischen Umwälzung entstanden die wichtigen auf Shintō basierenden Neuen Religionen (vergleiche Sekten-Shintō). Gleichzeitig wurde das 250 Jahre alte Verbot des Christentums aufgehoben und christliche Missionare stimulierten andere religiöse Bewegungen.
Verschiedene buddhistisch beeinflusste Laienbewegungen erschienen während dieser Zeit. Diese nahmen verschiedene traditionelle Schulrichtungen des japanischen Buddhismus auf und einige kombinierten sie auch mit neuem Gedankengut. Die japanische Regierung befand diese Bewegungen als verdächtig und versuchte sie zu unterdrücken. Diese Unterdrückung war vor allem im frühen 20. Jahrhundert ausgeprägt, als Staats-Shintō eng in den japanischen Nationalismus eingebunden war und das Ansehen des als fremdländisch, abergläubisch und rückständig angesehenen Buddhismus bei den Eliten einen Tiefpunkt erreichte.

## Statistiken
Es gibt keine zuverlässigen Daten über die Anzahl von Mitgliedern der jeweiligen Organisationen. Der Grund dafür ist die generelle Problematik, sichere Zahlen zu erheben, da viele Organisationen keine feste Mitgliedschaft anbieten und/oder diese Zahlen nicht offen einsehbar machen. Zahlen basieren somit oft auf der Selbstauskunft der Organisationen.
Im Dezember 2007 registrierte das japanische Kulturamt (bunkachō 文化庁) 182.709 religiöse Körperschaften (shūkyō hōjin 宗教法人) größtenteils mit shintōistischer bzw. buddhistischer Ausrichtung, die dem Gesetz über die Religionsgesellschaften von 1951 unterfallen. Die Bedingungen für Anerkennung bzw. Verbot von Religionsgemeinschaften (religiösen Körperschaften) waren zunächst im Gesetz über die Religionsgemeinschaften von 1939 geregelt, das bereits auch auf neu entstandene Religionen wie Ōmoto und Sōka Gakkai abzielte.

## Einige wichtige Shinshūkyō
- Aleph, früher Ōmu Shinrikyō
- Bussho Gonenkai Kyōdan
- Fuji Taisekiji Kenshōkai
- Izumo Ōyashirokyō
- Kōfuku no Kagaku
- Konkōkyō
- Mahikari Kyodan
- Makuya
- Myōchikai Kyōdan
- Ōmoto
- PL [Perfect Liberty] Kyōdan
- Reiyūkai
- Risshō Kōseikai
- Seichō-no-Ie
- Sekai Kyūseikyō
- Shinnyo-En
- Sōka Gakkai
- Sūkyō Mahikari
- Tenrikyō
- Tenshō Kōtai Jingūkyō